# Volo Utair 579
Il 1º settembre 2018, il volo Utair 579, operato da un Boeing 737-800 da Mosca a Soči, in Russia, con 166 passeggeri e 6 membri dell'equipaggio, è uscito di pista e ha preso fuoco durante l'atterraggio a Soči, ferendo 18 occupanti. Un dipendente dell'aeroporto è morto di infarto.

## L'aereo
Il velivolo coinvolto nell'incidente era un Boeing 737-8AS con numero di serie 29937 e registrazione VQ-BJI. Era stato consegnato nel 2002 a Ryanair, ritirato nel 2009 e noleggiato a Atlant-Sojuz nel 2010. La compagnia aerea è stata ribattezzata Aviakompanija Moskva lo stesso anno e ha cessato le operazioni poco dopo nel gennaio 2011. Infine, Utair ha noleggiato l'aereo a partire dalla metà del 2011.

## L'incidente
Il volo è partito dall'aeroporto di Mosca-Vnukovo alle 00:30 ora locale con a bordo 166 passeggeri e sei membri dell'equipaggio. L'equipaggio ha annullato i primi due tentativi di avvicinamento a Soči prima di impegnarsi in un terzo, che ha provocato l'incidente. L'aereo è atterrato alle 02:57 e ha oltrepassato la pista 06, si è posato sul letto del fiume Mzymta e ha preso fuoco, scatenando un'evacuazione.
Diciotto occupanti sono rimasti feriti; le lesioni includevano ustioni e avvelenamento da monossido di carbonio. Il ministro dei trasporti Yevgeny Dietrich ha confermato che un supervisore dell'aeroporto è morto a causa di un infarto durante la risposta dei servizi di emergenza.
Temporali erano segnalati su Soči al momento dell'incidente. L'aereo ha ricevuto danni alla fusoliera, alle ali e ai motori. Le autorità aeroportuali hanno riferito che l'incendio è stato estinto in soli otto minuti.

## Le indagini
Un'inchiesta sull'incidenti è stata avviata dall'Interstate Aviation Committee (IAC) russo. Due giorni dopo l'incidente, il 3 settembre, lo IAC ha riferito che i registratori di volo erano stati recuperati dall'aeromobile e i dati, estratti con successo, sarebbero stati analizzati in seguito. Il comitato ha completato l'esame del luogo dell'incidente e ha autorizzato lo spostamento dell'aeromobile. La Commissione nazionale per la sicurezza dei trasporti degli Stati Uniti, in rappresentanza dello Stato di progettazione e di fabbricazione dell'aeromobile, e la sezione d'inchiesta sugli incidenti aerei del Regno Unito, in rappresentanza dello Stato di immatricolazione, sono state invitate a partecipare all'inchiesta.
Anche l'Investigative Committee of Russia ha aperto un'indagine nell'incidente, con un funzionario del dipartimento dei trasporti del Sud che ha dichiarato che "è stata aperta un'indagine penale sull'atterraggio di emergenza [...] con l'accusa di servizi inadeguati comportanti un rischio per la salute dei clienti".
Il 12 dicembre 2019, lo IAC ha pubblicato il rapporto finale sull'incidente. La causa dell'incidente è stata indicata come il fatto che l'equipaggio abbia ignorati i ripetuti avvisi di windshear quando l'aereo aveva già sperimentato un windshear orizzontale a bassa quota e la decisione di atterrare sulla pista quando le condizioni al momento dell'incidente non lo permettavano. Tra i fattori che hanno contribuito all'incidente vi sono la violazione delle procedure operative standard, l'uso improprio dell'autopilota, la scarsa formazione dell'equipaggio nella gestione delle risorse e il ritardo nell'utilizzo degli spoiler.